# Emmanuel Aznar
Emmanuel Aznar (* 23. Dezember 1915 in Sidi-Bel-Abbès; † 4. Oktober 1970 in Marseille) war ein französischer Fußballspieler.

## Spielerkarriere
„Manu“ Aznar, dessen Familie spanischer Abstammung war, kam 1936 vom SC Bel-Abbès, aus dem in dieser Zeit französisch beherrschten Nordafrika, zum Erstdivisionär Olympique Marseille nach Frankreich. Dort stand er mit etlichen anderen Pieds-noirs wie Zatelli, Ben Barek und Ben Bouali in einer Mannschaft, zu deren Internationalität auch der brasilianische Torhüter „Jaguar“ Vasconcelos sowie die Ungarn Kohut, Weiskopf und Trainer Eisenhoffer beitrugen.
Aznar galt aufgrund seines besonders harten Schusses als „der Mann, der Tornetze zerfetzt“, was ihm mindestens im Pokalendspiel von 1943 tatsächlich gelang. 1937, am Ende seiner ersten Saison bei Marseille, wurde er bereits Meister, ein Jahr darauf erstmals auch Pokalsieger.
Obwohl er bevorzugt als etwas zurückgezogener Halb- und nicht als Mittelstürmer agierte, war er einer der treffsichersten Torjäger, die Olympique je hatte: in 169 Punktspielen erzielte er 118 Tore. Darin sind allerdings die Treffer enthalten, die ihm während der „Kriegsmeisterschaften“ (1939–1945), die überwiegend in getrennten Staffeln für den besetzten und den „freien“ Teil des Landes ausgetragen wurden, gelangen und deswegen – im Unterschied zum Pokalwettbewerb – heutzutage in offiziellen Statistiken nicht berücksichtigt werden. Im Pokalhalbfinale 1940 gelangen ihm gegen den RC Lens fünf Treffer.
In dieser Zeit stellte er einen anderen inoffiziellen Rekord auf, als er im Oktober 1942 beim 20:2 gegen AS Avignon neun Tore schoss, die ersten acht davon in Serie, bevor er das Spielfeld nach 66 Minuten wegen einer Verletzung verlassen musste. Besonders weit vorne in der Torjägerliste vertreten war er 1938/39 (Rang 5 mit 16 Treffern) und 1942/43 (1. Platz in der Division 1-Sud mit 45 Toren)
Aznar war auch in drei der vier Pokalendspiele, die er bestritt, erfolgreich: 1938 gelang ihm das entscheidende 2:1 in der Verlängerung gegen FC Metz, 1940 die vorübergehende Führung beim 1:2 gegen Racing Paris und 1943 schoss er sogar zwei Treffer (1:0 und 3:0) beim 4:0 im Wiederholungsspiel gegen Girondins AS du Port, die ihm seine zweite Coupe de France bescherten. In den 1940ern war er zudem Marseilles Mannschaftskapitän, auch 1943/44, als auf politischen Druck hin vorübergehend in ganz Frankreich anstelle der Klubteams Regionalauswahlen, die sogenannten Équipes fédérales, um Meisterschaft und Pokal kämpften.
Im März 1938 bestritt er sein einziges Länderspiel für die Équipe tricolore beim 6:1 gegen Bulgarien; auch in diesem Kreis erzielte Emmanuel Aznar prompt ein Tor zum 5:1. Starke Konkurrenten auf den Angriffspositionen (namentlich Aston, Heisserer, Jean Nicolas, Veinante und Koranyi) sowie ab 1939/40 Krieg und Besetzung Frankreichs verhinderten, nicht nur für ihn, über Jahre weitere Einsätze im Dress der Bleus.
Nach Kriegsende war er nur mehr Ergänzungsspieler bei Olympique Marseille, steuerte allerdings 1947/48 bei nur acht Ligaeinsätzen noch einmal sechs Treffer zum erneuten Gewinn der französischen Meisterschaft bei. 1949/50 und 1950/51 blieb Aznar ganz ohne Punktspiele – in Gunnar Andersson besaß Olympique einen exzellenten neuen Torjäger –, aber 1951/52 setzte Trainer Roessler ihn wieder in elf Partien ein. In dieser Saison konnte Marseille den Abstieg in die zweite Division allerdings erst in den Barrages verhindern; anschließend beendete er seine Spielerkarriere und verdiente sein Einkommen in der Schuhbranche. Emmanuel Aznar starb, 54-jährig, im Trikot von Olympique Marseille, als ihm während eines Spiels der Altherrenmannschaft eine Pulsader aufbrach.

### Stationen
- Sporting Club de Bel-Abbès (bis 1936)
- Olympique de Marseille (1936–1943)
- Équipe Fédérale Marseille-Provence (1943/44)
- Olympique de Marseille (1944–1952)

## Palmarès
- Französischer Meister: 1937, 1948 (und Vizemeister 1938, 1939), außerdem Meister der D1-Sud 1941 (inoffizieller Titel)
- Französischer Pokalsieger: 1938, 1943 (und Finalist 1940)
- 1 A-Länderspiel (1 Treffer) für Frankreich